# 塩崎恭久
塩崎 恭久（しおざき やすひさ、1950年〈昭和25年〉11月7日 - ）は、日本の政治家。
衆議院議員（8期）、参議院議員（1期）、衆議院法務委員長、外務副大臣（第3次小泉改造内閣）、内閣官房長官（第73代）、拉致問題担当大臣（初代）、厚生労働大臣（第17・18代）、自由民主党行政改革推進本部長、自由民主党党・政治制度改革実行本部長を歴任した。

## 来歴

### 生い立ち
当時大蔵官僚で後に衆議院議員となる塩崎潤の長男として愛媛県松山市に生まれる。東京都立新宿高等学校卒業後、東京大学に入学する。1975年、東京大学教養学部教養学科アメリカ科を卒業し、日本銀行へ入行。1982年にハーバード大学大学院（ケネディ・スクール）を修了し、行政学修士号を取得した 。

### 政治家として

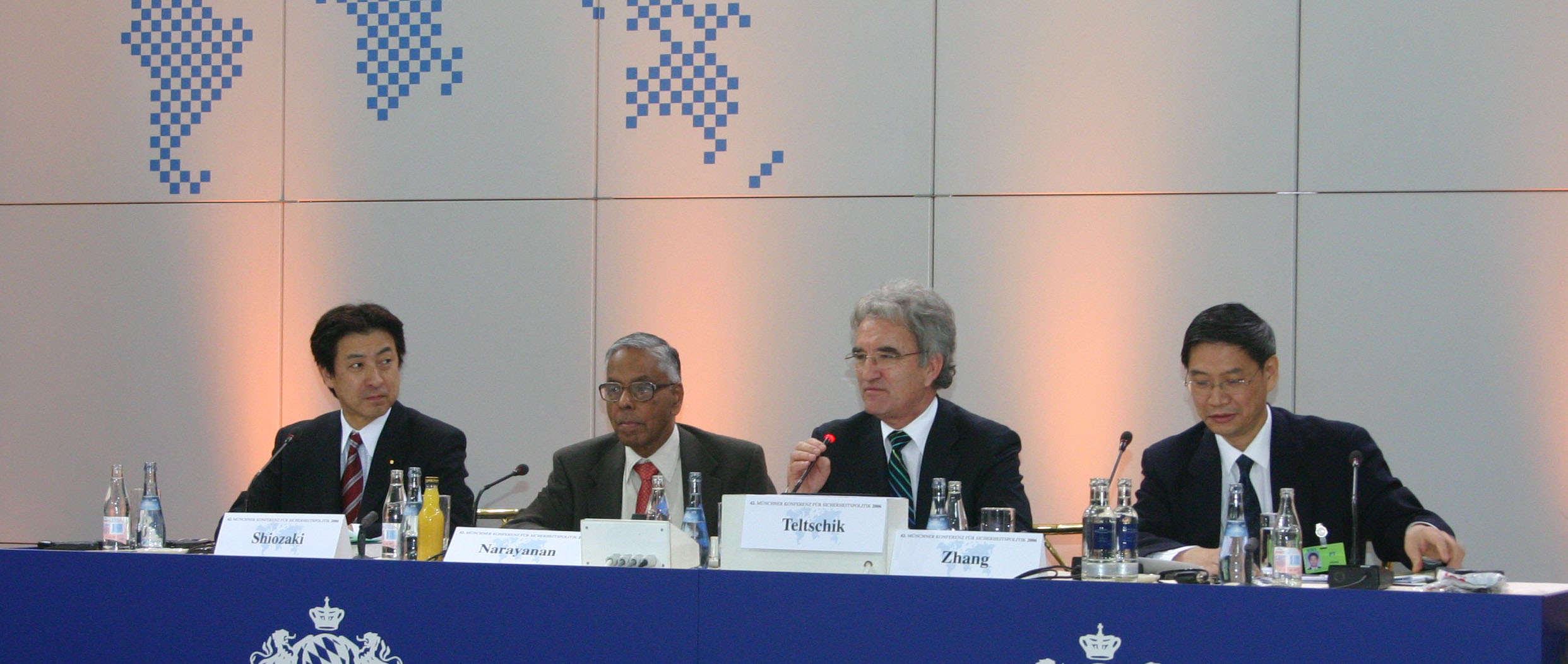
2006年2月5日、ミュンヘン安全保障会議にてインド国家安全保障顧問M・K・ナラヤナン、ドイツボーイング社長ホルスト・テルチク、中国共産党中連部副部長張志軍と

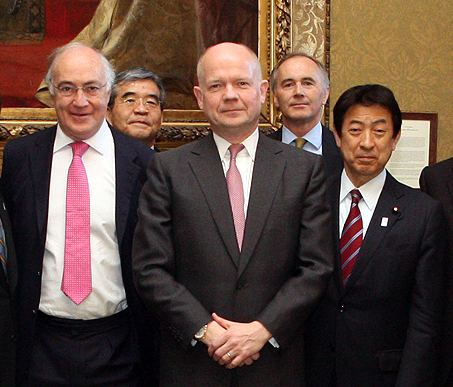
2013年5月2日、イギリスにてイギリス貴族院議員マイケル・ハワード（前列左）、イギリス外務・英連邦大臣ウィリアム・ヘイグ（前列中央）、共同通信社特別編集委員会田弘継（後列左）、日本駐箚英国特命全権大使ティモシー・ヒッチンズ（後列右）と

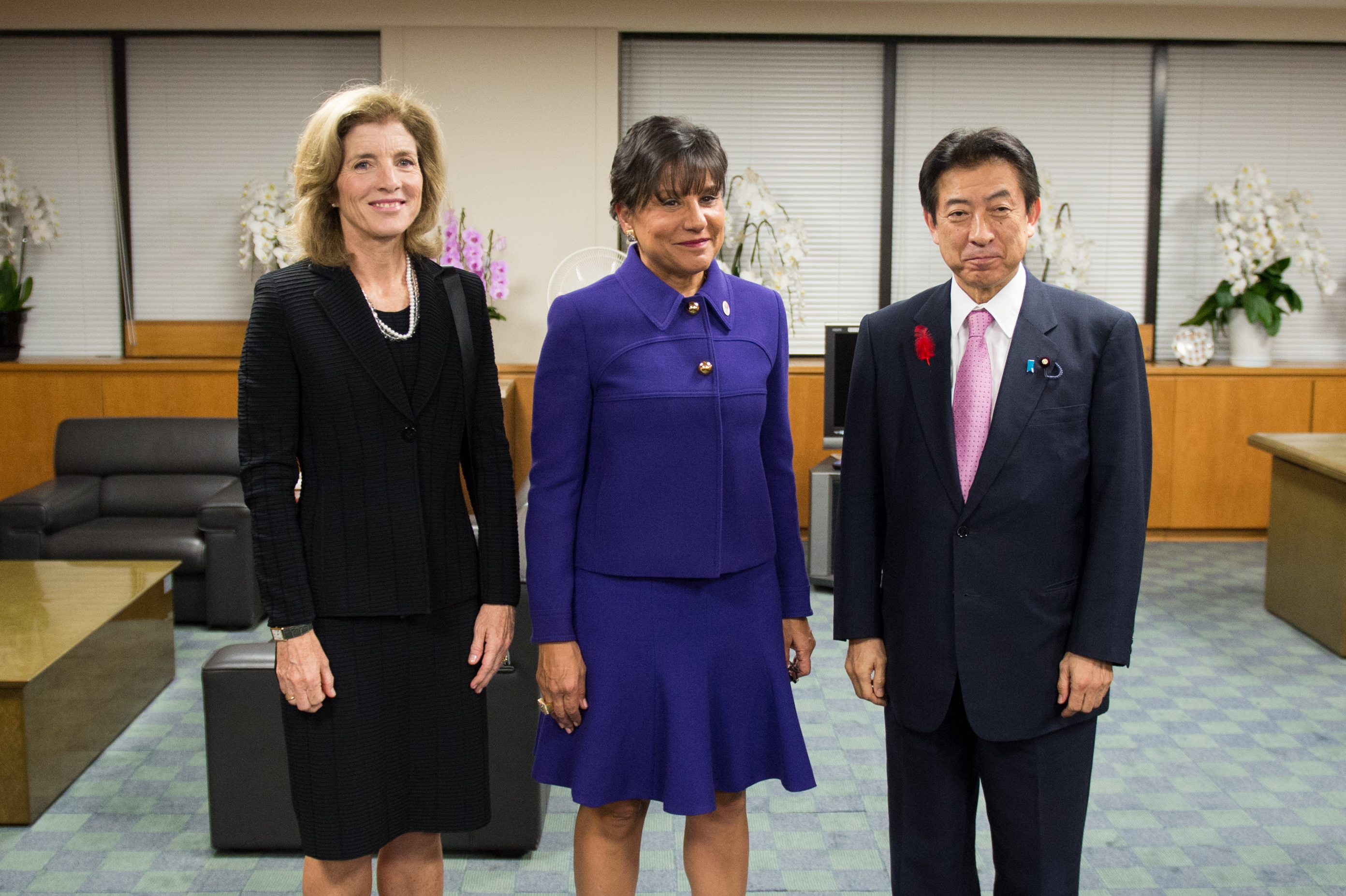
2014年10月20日、中央合同庁舎第五号館にて日本駐箚アメリカ合衆国特命全権大使キャロライン・ケネディ（左）、アメリカ合衆国商務長官ペニー・プリツカー（中央）と

1993年、父・潤の引退を受け、第40回衆議院議員総選挙に旧愛媛1区から自由民主党公認で立候補し、初当選。2年後の1995年、小選挙区比例代表並立制の導入に伴う選挙区調整により、参議院愛媛県選挙区への鞍替えが決定（新愛媛1区は関谷勝嗣が引き継いだ）。第17回参議院議員通常選挙に愛媛県選挙区から立候補し当選する。1997年、大蔵政務次官に就任。
1998年頃から安倍晋三、石原伸晃、根本匠に塩崎を加えた政策グループNAISを結成し、社会保障・福祉政策を中心に議論、提言を行う。また金融危機に伴う1998年の金融国会では石原伸晃や民主党の若手議員らと連携。金融再生トータルプラン、金融再生法の策定に奔走し、政策新人類と呼ばれて注目された。また橋本内閣の下でも日本版金融ビッグバンを提唱し、バブル崩壊後の日本の金融再生に取り組んだ。
2000年、参議院議員を任期途中で辞職。関谷の地盤を引き継ぎ、第42回衆議院議員総選挙に愛媛1区から立候補し当選（変則コスタリカ方式により、今度は関谷が参議院愛媛県選挙区へ転出）。同年末の第2次森内閣の内閣不信任決議案をめぐる、いわゆる「加藤の乱」では、当時加藤派に所属していたため加藤紘一に同調するも、加藤の思うように内閣不信任決議案への同調者が集まらず、倒閣運動は頓挫する。塩崎は石原と共に加藤を強く非難し、無派閥に転じた。
行動を共にした石原ら、加藤の乱に同調した議員たちがその後、小泉純一郎首相の下で重用される中、塩崎には目立った復権の動きがなかった。2005年、5年間の無派閥生活から加藤の乱による加藤派分裂により堀内光雄や古賀誠ら反加藤グループにより結成された堀内派に入会。同年、第3次小泉改造内閣で外務副大臣に就任する。

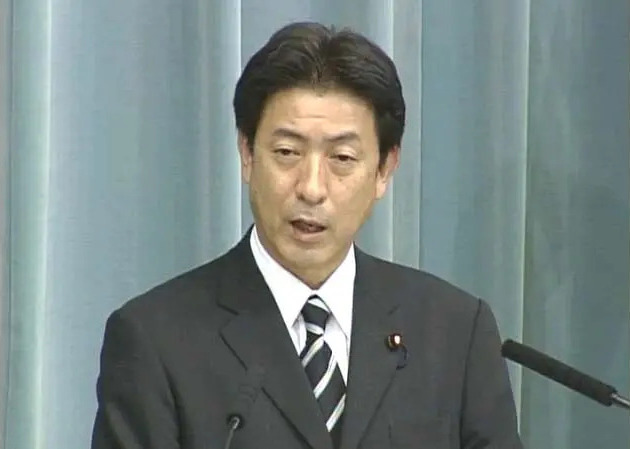
2006年10月9日、総理大臣官邸にて会見を行う

2006年、自民党愛媛県連会長に就任。同年の自由民主党総裁選挙では自身の当選同期である安倍晋三を支持した。安倍が総裁に選出された後、塩崎は安倍内閣に内閣官房長官（拉致問題担当大臣を兼務）として初入閣した。首相、官房長官の出身派閥が異なるのは1989年の宇野内閣以来17年ぶりである（宇野宗佑首相は中曽根派、塩川正十郎内閣官房長官は安倍派。2000年の第1次森内閣も森喜朗首相（森派）、青木幹雄内閣官房長官（橋本派）で出身派閥が異なったが、これは小渕恵三の危篤（後に死去）に伴う居抜き内閣であり、小渕・青木は同一派閥に所属していた）。
自殺対策基本法の成立に伴い、内閣府に特別の機関として自殺総合対策会議が新設されると、その初代会長に就任した。2007年、安倍改造内閣では再任されず、内閣官房長官を退任（後任は与謝野馨）。
2007年の自由民主党総裁選挙に際して、世耕弘成ら一部の中堅・若手議員から塩崎の立候補を望む動きがあったものの、出馬には至らなかった。
麻生内閣発足後、2008年の国籍法改正をめぐっては、法改正を強く推進し改正法成立に尽力するも、国籍法改正反対派からは「A級戦犯」と非難された。また、速やかな政策実現を求める有志議員の会を結成し、同会の中心になって麻生おろしに動いたため、津島派会長の津島雄二を「敵に塩を送っている」と嘆かせた。2009年東京都議会議員選挙での与党惨敗を受け、かつて袂を分かった加藤紘一の意向を受け、第45回衆議院議員総選挙の前に両院議員総会を開催し、自民党総裁選挙を実施するよう党執行部に求めるための署名集めに奔走したが、党執行部の巻き返しによりこの動きは頓挫した。
第45回衆議院議員総選挙では、愛媛1区で民主党が擁立した元南海放送アナウンサー永江孝子の猛追を受けるが、約2800票差で永江を破り、通算5回目の当選（永江も比例復活。愛媛1区で次点の候補者が比例復活したのは初めて）。
2011年9月30日に成立した東京電力福島原子力発電所事故調査委員会法の立法、修正過程には、松井孝治参議院議員らと共に、当初から実務者として関わった。
2012年からは自由民主党政務調査会長代理、経済再生本部本部長代行に就任。2013年、自由民主党金融調査会長長にも就任。
2014年9月、第2次安倍改造内閣で厚生労働大臣に就任し、同年12月の第3次安倍内閣でも再任したが、岸田派を退会した。2017年8月、内閣改造に伴い厚労相を退任した。
2017年11月、自由民主党党・政治制度改革実行本部長に就任。
2018年10月、選挙対策委員長に就任した甘利明の後任として、行政改革推進本部長に就任。
2020年9月、自由民主党党・政治制度改革実行本部長に再び就任。
2021年6月19日、記者会見で「次世代へのバトンタッチが必要だ。地域や国のために、形がどうあれ貢献していきたい」と述べ、年内に予定される第49回衆議院議員総選挙には出馬せず、引退する意向を示した。愛媛1区の後任候補には長男で弁護士の塩崎彰久が立候補し、当選した。
両国関係の緊密化を目的とする民間中心のフォーラム「日英21世紀委員会」（旧日英2000年委員会）での活動が評価され、日英関係の発展に尽力したとして2022年、大英帝国勲章（MBE）を受勲。
新型コロナウイルスの影響により、伝達式は延期となっていたが、2023年11月14日、駐日イギリス大使館にて行われた。

## 政策

### 東京電力救済
東京電力救済法案に賛成。なお当人は東京電力の株式を1659株保有している。また、地下式原子力発電所政策推進議員連盟に所属し、原子力発電を推進している。

### 日本銀行法改正について
日本銀行法改正について「中央銀行が政治など外部からの圧力から独立していなければならないという仕組みは、歴史上いろいろな失敗を経験したうえで生まれた、民主主義の知恵、資本主義の知恵である。中央銀行の独立性は、デフレ解消の単なる短期的な対症療法として安易に放棄してはならない。日銀法さえ改正すれば景気が良くなるような、短絡的な印象を国民に振りまくのは百害あって一利なしである」と述べている。

### 年金運用独立について
年金積立金管理運用独立行政法人（GPIF）について、「政府から一定の独立性を保つことが重要だ」と述べている。

### 健康増進法改正について
受動喫煙の防止に罰則付きを盛り込んだ健康増進法改正案の成立に取り組んでいる。厚生労働大臣時代は、改正案の内容を巡り自民党たばこ議員連盟を中心とした規制反対派と対立する形をとりながらも、科学的に証明をされている受動喫煙の被害をなくしていくという観念から、建物内原則禁煙の立場を譲らなかった。
- 2016年10月11日、公共の場での受動喫煙対策について「厚労省として立法措置を含めて検討を進めている」と公表した[14]。
- 2016年12月9日、2020年東京オリンピック・パラリンピックに向けてたばこの全面禁煙を原則とする制度案をまとめた。当初案は、医療機関や学校は敷地内禁煙。官公庁やスタジアムは建物内禁煙。飲食店や事業所は建物内禁煙だが、喫煙室の設置は容認するという内容だった[15]。
- 2017年2月15日、厚生労働部会にて法案の概要を示したが、出席した規制反対派の議員から「非現実的だ」「五輪のためなら東京だけでやれ」などの異論が噴出した[16]。
- 2017年3月1日、厚生労働部会での反対意見を受け、飲食店に関しては延べ床面積30平方メートル以下の小規模なバーやスナックは原則禁煙の例外とするなどの修正案を公表した[17]。
- 2017年3月2日、参院予算委員会において、小鑓隆史から「小さな焼き鳥屋さんのような店は（たばこが吸えなくなれば）廃業や厳しい状態になる」「個々の判断に任せるのが最大の分煙対策ではないか」と批判されたことに対し、「妊婦、子供、がん患者らの健康が、喫煙の自由よりも後回しにされる現状は看過できない」と主張した[18]。
- 2017年3月7日、自民党たばこ議員連盟は修正案に対し、「禁煙・分煙・喫煙」の表示を義務化して分煙を維持する対案をまとめた。厚生労働省は対案を受け、「がん患者や妊婦にとっては受動喫煙防止は権利ではなく、生きるために不可欠なものだ。議連案では望まない受動喫煙を防げない」[19]と反論したが、3月10日頃を想定していた法改正案の閣議決定は断念することとなった[20]。
- 2017年5月9日、自民党が厚労省案の規制を緩める方針を固めたことを受け、「職場の歓送迎会や会合・会食などで喫煙可能な店だったときには、事実上これは拒否できないので、望まない受動喫煙“イヤイヤ受動喫煙”こういう事態を強いられることになる」として自民党案の問題を指摘した[21]。
- 2017年5月15日、厚生労働部会にて厚労省案の説明を行ったが、規制賛成派と反対派の双方から意見が噴出し、議論は平行線を辿った[22]。
- 2017年5月24日、茂木敏充政調会長との会談で自民党案の丸のみを求められたが、「この案では国民の健康増進につながらない」として茂木の要請を拒否した[23]。
- 2017年6月6日、第193回国会に健康増進法改正案は提出されなかった[24]。
- 2017年6月16日、参議院予算委員会にて松沢成文から「次期国会に再びチャレンジする覚悟はあるか」と尋ねられ、「次期国会への法案提出を目指し、自民党と誠意を持って今後も協議を続けていくことで成案を得たいと考えている」として、次期国会での法改正に意欲を示した[25]。
- 2017年8月3日、内閣改造に伴い厚生労働大臣の座を退任。後任の加藤勝信に法改正の後事を託す形となった[26]。
- 2018年2月に厚生労働省から出された修正案が「客席面積が100平方メートル以下の飲食店は喫煙を認める」という案であったことについて、テレビ東京のワールドビジネスサテライトに出演した際に、「これは受動喫煙防止法ではなく、受動喫煙促進法だ」と批判した[27]。

### その他
- 選択的夫婦別姓制度導入にどちらかといえば賛成[28]としており、2021年3月に自民党有志が設立した「選択的夫婦別氏制度を早期に実現する議員連盟」に参加し、同連盟の副会長に就任している[29]。
- 大阪市が男性カップルを養育里親に認定したことについて「同性カップルでも男女のカップルでも、子供が安定した家庭でしっかり育つことが大事で、それが達成されれば我々としてはありがたい」と述べている[30]。
- 2018年11月、徴用工裁判の判決を受け、日韓協力委員会として訪韓して韓国国会議員らと会談。判決について問題提起を行ったが前向きの回答を得ることはできず、韓国内の各政党、マスコミなどから攻撃を受けることとなった[31]。

## 人物・逸話

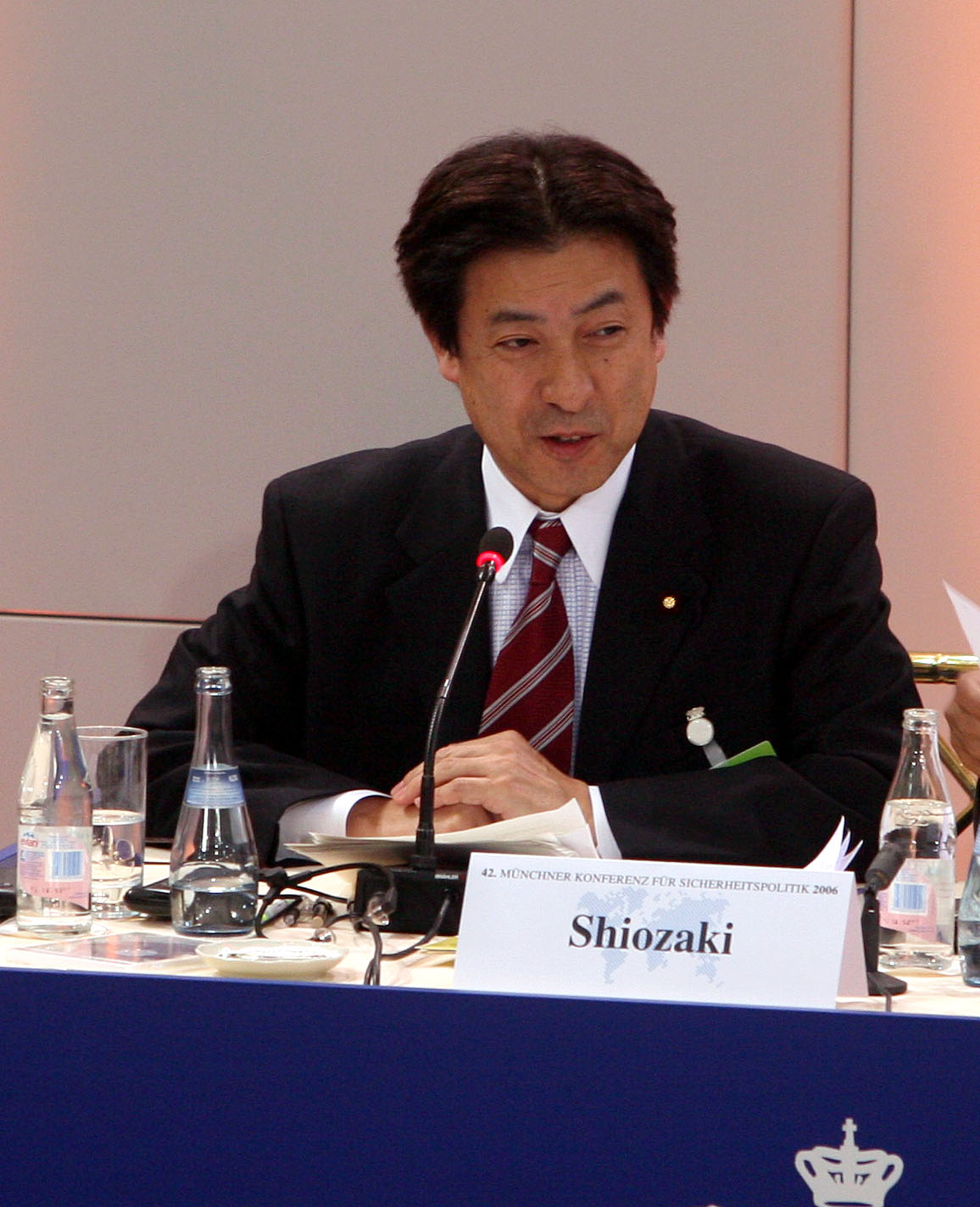
2006年2月5日、ミュンヘン安全保障会議にて

- 高校時代は学生運動・学園紛争の全盛期にあたり、塩崎も革命的共産主義者同盟全国委員会系[32][33]の社会科学研究会に所属して、東京都立新宿高等学校では生徒会長も務めたが、学生運動への参加を嫌う学校側に対し、自由な運動の容認を要求し、制服や制帽、通信簿の廃止などを求めて校長室を数人で占拠して、10日間のストライキを行うなどした[34][35][36]。
  - 高校時代にAmerican Field Service（AFS）で1年間のアメリカ合衆国留学を経験。その際、ベトナム戦争に反対する集会にも参加していた。帰国後は一つ下の学年に在籍し、同級生に坂本龍一（音楽家）や馬場憲治（写真家）、那須恵理子（ニッポン放送アナウンサー）や野中直子（元文化放送アナウンサー）がいる。
  - 中学校時代は塩崎がブラスバンドの部長で、坂本は新入生として活動した[36]。
  - 新宿高校での学生運動の中心は塩崎、坂本、馬場で、3人でバリケード封鎖等を行った。坂本から「どうせ、おまえはそのうち自民党の代議士になるんだろうから、そのときは応援に行ってやるよ」と言われていた。その後、坂本とは学生時代に女性問題をめぐって袂を分かっていたが、坂本がアカデミー賞を受賞した際に塩崎が祝いを送り、交流が再開。坂本は塩崎の応援演説へ駆けつけた[37]。
  - 日本銀行時代にアメリカ合衆国に留学した際、大学の生協で当時（1980年）YMOのメンバーとして活動していた坂本のポスターを見つけ活躍を喜んだ半面、焦りも感じたと明かしている。2023年3月28日に坂本が闘病の末に死去するとツイッターで中学時代から続く親交を振り返り、「また会おう」と故人を悼んだ[36]。
- 元日本共産党参議院議員の筆坂秀世とは参議院議員時代、清水谷の参議院議員宿舎の大浴場でしばしば談笑した、文字通り裸の付き合いの間柄だったという[38]。
- 内閣官房長官時代は午前5時に起床し、各方面に電子メールで指示を出すスタイルで知られ、土日返上で閣僚や官僚と打ち合わせを行う等、初入閣ながら精力的に仕事をこなした。官僚依存から脱却するための行政改革を推進し、事務方が上げた人事案を度々ひっくり返し、年金記録問題でも厚生労働省や社会保険庁の尻を叩き続けたため、「官僚嫌いの長官」と恐れられていたといい、塩崎本人も「霞が関で最も嫌われる政治家」を自認していた[39]。
  - 塩崎のこのような姿勢や政策立案能力については、国・地方行政改革担当大臣の渡辺喜美らと共に、公務員の天下り規制の強化に取り組み、自民党内の慎重派や官僚を相手に粘り強い交渉を展開して「男を上げた」との評価がある[40]一方、「安倍お友達内閣」の代表格との批判もなされた[41]。
- 日本共産党の機関紙しんぶん赤旗の報道によると、製薬大手の武田薬品工業の株券を3630株（時価総額1680万円）保有している[42]。なお、2014年10月28日の参議院厚生労働委員会の塩崎への質疑において、「厚生労働大臣の所管業務にかかわる企業の）株式を保有するのは問題」との指摘を小池晃が行っている[42]。
- 「年金積立金管理運用独立行政法人（GPIF）の塩崎」のイメージを払拭するため、児童養護施設や社会保障にも取り組んできたと強調しているが、衆議院厚生労働委員会における労働者派遣法改正案の質疑では、何度も答弁に窮し、野党から批判を浴びた[41]。また、2014年11月5日の衆議院厚生労働委員会で、厚生労働省の資料とは異なる答弁を繰り返したことなどに反発した野党が、11月7日の審議を欠席する事態となり、塩崎は答弁について謝罪した[43][44]。
- 第193回国会に提出された「精神保健及び精神障害者福祉に関する法律（精神保健福祉法）改正案」について、厚生労働省が改正の要旨に掲げた『相模原市の障害者支援施設の事件では、犯罪予告通り実施され、多くの被害者を出す惨事となった。二度と同様の事件が発生しないよう以下のポイントを留意して法整備を行う』など数カ所を、2017年4月13日の参議院厚生労働委員会で削除する異例の事態が発生、野党が「法案の中身が変わっていない」と共闘して反発し、4月20日に塩崎が「混乱を招き、ご迷惑を掛けたことをお詫びする」と、改正法案の趣旨説明をやり直して謝罪する事態となった[45]。これは、相模原事件受けた措置入院の在り方について、厚労省の審議会が出した中間取りまとめを、塩崎が指示して、自分の意向に合うよう大幅に書き換えさせてから、最終報告書を受け取った経緯があったためである[46]。改正法案は、参議院で可決されたものの、衆議院では可決されないまま国会の会期が終了し、9月28日の衆議院解散によって精神保健福祉法改正案は廃案となった[47]。

## 家族
家族は妻、2男。学生時代の同級生だった妻・千枝子は松山東雲女子大学前学長。長男・塩崎彰久は、衆議院議員、弁護士、次男・哲也は三菱商事勤務。父は衆議院議員を務め、経済企画庁長官、総務庁長官などを歴任した塩崎潤。長姉は政策研究大学院大学名誉教授で彦根市元副市長の山根裕子。次姉は外交官の角崎利夫夫人で、アジア防災センター主任研究員の角崎悦子。

## 献金
日本共産党の機関紙『しんぶん赤旗』に、以下のように報じられた
- 消費者金融業界の政治団体「全国貸金業政治連盟」（全政連）からパーティー券購入などにより資金提供を受けていた[49]。
- 塩崎の資金管理団体「廿一世紀問題懇話会」は、2010〜2012年に、「塩崎恭久と明日を語る会」といった政治資金パーティーを年4、5回開催し、「製薬産業政治連盟」から2010年、2011年各250万円分、2012年180万円分のパーティー券購入による資金提供を受けた。また、塩崎が支部長を務める「自民党愛媛県第1選挙区支部」は、選挙区内の松山市などの病院や薬局などから、2010年には6社72万円、2011年には8社96万円、2012年には7社100万円の献金を受けた。さらに日本薬業政治連盟、全国美容政治連盟、日本薬剤師連盟の3政治団体から2010年350万円、2011年330万円、2012年210万円の献金があった[50]。

## 不祥事
事務所費問題
2007年7月20日、塩崎の地元後援会と自民党の選挙区支部の事務所費に関して、2005年に1330万円の使途不明金があると日本共産党・しんぶん赤旗日曜版が報じた。後援会と自民党支部は共に松山市内に事務所を置いており、2005年の事務所費は両団体合わせて約2100万円となっている。家賃、電話代やリース料等を除いた計1330万円が使途不明となっていると指摘されている。塩崎事務所側は、経費は全て適法に支出され、公表されていると反論した。

政治資金パーティー問題
内閣官房長官だった2007年4月と7月、大規模な政治資金パーティーを自粛すると定めた大臣規範に反し、パーティーを開催して計約3800万円の収入を得ていたことが政治資金収支報告書で分かった。

職員の私的流用問題
2007年8月20日、事務所の職員が塩崎が代表を務める自民党愛媛県第1選挙区支部の政治資金の一部を私的に流用していた事実が判明した。同職員はその発覚を防ぐために、2005年の選挙運動費用収支報告書に添付していた領収書の一部を、下記金額分、同支部の平成17年政治資金収支報告書に重複して添付していた。その職員は8月19日付で解雇された。塩崎は20日、愛媛県選挙管理委員会に領収書の訂正を届け出た。

不正寄付問題
2008年9月11日、塩崎が支部長を務める自民党愛媛県第1選挙区支部が、ウナギ蒲焼の産地を偽装したとして不正競争防止法違反の疑いで家宅捜索を受けていた伊予市内の食品会社から、合計132万円の寄付を受けていたことが判明した。塩崎の事務所は、一支援者としての適法な支援だったが事件の推移に照らして全額を返還したとの説明を行った。

公職選挙法違反
2012年（平成24年）の第46回衆議院議員総選挙で、愛媛県の公明党支持者が「比例代表は公明党、選挙区は塩崎恭久氏（愛媛1区、自民党）」というメモを判断能力に欠けた高齢女性（認知症患者）に持たせて投票させた容疑で検挙された。
秘書による特養ホーム開設口利き問題
2014年10月11日、「週刊ポスト」が塩崎の秘書の口利き事件を報道。それによれば、塩崎の私設秘書が9月、選挙区の松山市の社会福祉法人が計画する特別養護老人ホーム（特養）をめぐり、特養を所管する厚生労働省担当課に開設許可に関する口利きをしていたとされた。10月15日の衆議院厚生労働委員会で本件を民主党の大西健介に追及された塩崎は、「（秘書の）教育不行き届きで申し訳ないと思います」と陳謝した。大西は「松山市が決めることに圧力をかけようとしたのではないか」と更に追及し、委員会に秘書など関係者の参考人招致を求めた。

## 選挙歴
| 当落 | 選挙                     | 執行日         | 年齢 | 選挙区    | 政党       | 得票数     | 得票率 | 定数 | 得票順位 /候補者数 | 政党内比例順位 /政党当選者数 |
| ---- | ------------------------ | -------------- | ---- | --------- | ---------- | ---------- | ------ | ---- | ------------------ | ---------------------------- |
| 当   | 第40回衆議院議員総選挙   | 1993年07月18日 | 42   | 旧愛媛1区 | 自由民主党 | 6万2480票  | 23.66% | 3    | 2/5                | /                            |
| 当   | 第17回参議院議員通常選挙 | 1995年07月23日 | 44   | 愛媛県    | 自由民主党 | 35万945票  | 61.67% | 1    | 1/3                | /                            |
| 当   | 第42回衆議院議員総選挙   | 2000年06月25日 | 49   | 愛媛1区   | 自由民主党 | 10万8655票 | 54.29% | 1    | 1/5                | /                            |
| 当   | 第43回衆議院議員総選挙   | 2003年11月09日 | 53   | 愛媛1区   | 自由民主党 | 11万3516票 | 60.61% | 1    | 1/5                | /                            |
| 当   | 第44回衆議院議員総選挙   | 2005年09月11日 | 54   | 愛媛1区   | 自由民主党 | 13万8068票 | 60.42% | 1    | 1/5                | /                            |
| 当   | 第45回衆議院議員総選挙   | 2009年08月30日 | 58   | 愛媛1区   | 自由民主党 | 13万330票  | 48.60% | 1    | 1/5                | /                            |
| 当   | 第46回衆議院議員総選挙   | 2012年12月16日 | 62   | 愛媛1区   | 自由民主党 | 11万5798票 | 51.67% | 1    | 1/5                | /                            |
| 当   | 第47回衆議院議員総選挙   | 2014年12月14日 | 64   | 愛媛1区   | 自由民主党 | 9万9900票  | 53.60% | 1    | 1/3                | /                            |
| 当   | 第48回衆議院議員総選挙   | 2017年10月22日 | 66   | 愛媛1区   | 自由民主党 | 11万2930票 | 64.83% | 1    | 1/3                | /                            |

## 栄典
- イギリス:大英帝国勲章MBE - （2022年）

## 所属団体・議員連盟
- 環太平洋経済連携に関する研究会
- 国際観光産業振興議員連盟[59]
- 国際連帯税創設を求める議員連盟
- コンピュータ会計推進議員連盟（幹事長）
- 再チャレンジ支援議員連盟
- 自民党国際人材議員連盟
- 自民党成長戦略特命委員会（座長）
- 自民党たばこ議員連盟[60]
- 自民党地球温暖化対策特別委員会（副委員長）
- 自民党ワクチン政策に関する議員連盟（幹事長）
- 小規模企業税制確立議員連盟
- 神道政治連盟国会議員懇談会
- 速やかな政策実現を求める有志議員の会（代表世話人）
- 創生「日本」（副会長）
- NAISの会
- 日米国会議員連盟（事務局長）
- 日韓議員連盟
- 日朝友好議員連盟
- 日本会議国会議員懇談会
- 日本を根っこから変える保守の会（会長）
- 四騎の会
- 選択的夫婦別氏制度を早期に実現する議員連盟（副会長）

## 著訳書
- ロバート・ライシュ他『アメリカの挑戦－日米欧の企業戦略と産業政策』（天谷直弘監訳、中岡望、永岡洋治との共訳、東洋経済新報社、1984年）
- スヴェン・スティンモ『税制と民主主義－近代国家の財政を賄うためのスウェーデン・イギリス・アメリカのアプローチ』（塩崎潤と共訳、今日社、1996年）
- 『日本経済起死回生トータルプラン』（石原伸晃、根本匠、渡辺喜美らとの共著　光文社、2001年）
- 『日本復活－「壊す改革」から「つくる改革」へ』（プレジデント社、2003年）
- 『「国会原発事故調査委員会」立法府からの挑戦状』（出版共同流通、2011年）
- 『「真に」子どもにやさしい国をめざして－児童福祉法等改正をめぐる実記』（メタ・ブレーン、2020年）